# 富滇银行纸币
富滇银行是云南军都督府在辛亥革命后成立的地方官办银行，由于云南长期半独立的政治地位，该行实际上发挥了云南“中央银行”的作用。富滇银行自民国元年（1912年）至民国十九年（1930年）共发行八版主币券和二版辅币券，发行总额达9200余万元，俗称“滇币”、“滇票”，或与富滇新银行所发行货币相对称“旧滇币”或“老滇票”。滇币均为可兑现银本位纸币，发行之初可以随意兑现，后因货币滥发，出台规定限制兑现。1932年富滇新银行成立后，以滇币每5元折新滇币1元的比率陆续将富滇银行纸币回收销毁:9-10,29-30,55。

## 基本信息
| 版次         | 票面行名 （票面英文行名）                                 | 票面年份 （公元年份）     | 票面单位 （票面英文单位） | 面额                             | 印制单位       |
| ------------ | --------------------------------------------------------- | ------------------------- | ------------------------- | -------------------------------- | -------------- |
| 第一版主币券 | 富滇银行                                                  | 中华民国元年 （1912年）   | 圓                        | 壹圓、伍圓、拾圓、伍拾圓、壹百圓 | 云南官印局     |
| 第二版主币券 | 云南富滇银行 （THE YUNNAN "FU-TIEN" BANK）                | 中华民国二年 （1913年）   | 元/圓 （DOLLAR）          | 壹元、伍圓、拾圓、伍拾圓、壹百圓 | 云南官印局     |
| 第三版主币券 | 富滇银行 （THE YUNNAN "FU-TIEN" BANK）                    | 中华民国五年 （1916年）   | 圓 （DOLLAR）             | 壹圓、伍圓、拾圓、伍拾圓、壹百圓 | 云南官印局     |
| 第四版主币券 | 富滇银行 （THE PROVINCIAL BANK OF YUNNAN）                | 中华民国六年 （1917年）   | 圓 （DOLLAR）             | 壹圓、伍圓、拾圓、伍拾圓、壹百圓 | 财政部印刷局   |
| 第五版主币券 | 富滇银行 （FOO TIEN BANK） （THE YUNNAN "FOO TIEN" BANK） | 中华民国七年 （1918年）   | 元/圓 （DOLLAR）          | 伍元、拾圓                       | 上海商务印书馆 |
| 第一版辅币券 | 富滇银行                                                  | 中华民国九年 （1920年）   | 角 （CENT）               | 壹角、貳角、伍角                 | 云南官印局     |
| 第二版辅币券 | 富滇银行 （FU-TIEN BANK）                                 | 不適用                    | 角 （CENT）               | 壹角、貳角                       | 美国钞票公司   |
| 第六版主币券 | 富滇银行 （FU-TIEN BANK）                                 | 不適用                    | 圓 （DOLLAR）             | 半圓、壹圓                       | 美国钞票公司   |
| 第六版主币券 | 富滇银行 （FU-TIEN BANK）                                 | 中华民国拾年 （1921年）   | 圓 （DOLLAR）             | 伍圓、拾圓、伍拾圓、壹百圓       | 美国钞票公司   |
| 第七版主币券 | 云南富滇银行 （THE YUNNAN "FU-TIEN" BANK）                | 民十六年 （1927年）       | 圓 （DOLLAR）             | 拾圓、伍拾圓、壹百圓             | 云南官印局     |
| 第八版主币券 | 富滇银行 （THE YUNNAN "FU-TIEN" BANK）                    | 中华民国十八年 （1929年） | 圓 （DOLLAR）             | 壹圓、伍圓                       | 云南官印局     |

## 各版纸币

### 1912年第一版纸币
民国元年（1912年）3月27日，富滇银行在昆明正义路威远街正式成立:93，发行“富滇银行纸币”，该币可与银元无限兑换，而拒收纸币违法。第一版纸币称“云南通用银圆券”，共有1元、5元、10元、50元和100元五种面额，票面设计类似，两面均饰有边框，正面边框中央椭圆内为大写数字面额，面额上方为“富滇銀行紙幣”，右側為“中華民國元年”紀年，左側為“雲南通用銀圓”，四角有篆体面额，10元以上面额与“富滇銀行紙幣”之间还有“憑票即付”四字；背面为云南军政部财政、实业司于中华民国元年二月初四日（1912年3月22日）发布的告示全文，共284字，无标点符号，5元及以下为每列15字，10元及以上为每列18字，“军都督府”前换行平抬以示尊敬:102,122-126。
雲南財政司為出示曉諭事，照得世界文明各國金銀貨幣僅存為凖備基金，官府出納、市場貿易則專用紙幣以資周轉，利國便民，莫此為甚。本司現奉軍都督府命令，創設富滇銀行，發行各種紙幣與銀圓一律通行。凡錢糧釐税，均用此種紙幣繳納，軍餉官俸亦用此種紙幣開支，民間買賣物品亦用此種紙幣交易，不准私自折扣，妄加抑勒。有持此種紙幣赴本行及各分行兌換銀圓者，無不立即兌付，以昭大信。本司發行此種紙幣，實為利國便民起見，各府廳州縣官紳商民，可以安心行使，勿庸多慮。為此出示曉諭，仰軍民人等一體知悉。此種紙幣由本司發行，由本司担保，決不使民間有絲毫損失。倘有無知愚民，意存狐疑，不肯收納，造言生事，拒絕行使者，或經查出，或被告發，一經查實，即以軍法從事，決不姑寬，切切特示。——富滇銀行1912年版紙幣背面告示全文:102,122-126
第一版纸币发行之初主要流通于省城昆明及附近各县，后扩大到滇南蒙自、铁路沿线两侧地区，滇西下关、保山、腾冲及思茅、昭通等地区。改版纸币为云南官印局用道林纸及木造纸套色石印，纸质低劣，印工粗糙，发行不久便发现有伪币出现:102。
| 票样 | 票样 | 面额  | 尺寸 （mm） | 主色调      | 票面内容简述                   | 票面内容简述               | 信息来源 |
| 正面 | 背面 | 面额  | 尺寸 （mm） | 主色调      | 正面                           | 背面                       | 信息来源 |
| ---- | ---- | ----- | ----------- | ----------- | ------------------------------ | -------------------------- | -------- |
|      |      | 1圆   | 138mm×110mm | 棕色/桔色   | 券名、面额、纪年、序列号、印章 | 云南财政司布告、花押、印章 | :122     |
|      |      | 5圆   | 138mm×114mm | 灰色/蓝灰色 | 券名、面额、纪年、序列号、印章 | 云南财政司布告、花押、印章 | :123     |
|      |      | 10圆  | 156mm×116mm | 褐色/棕色   | 券名、面额、纪年、序列号、印章 | 云南财政司布告、花押、印章 | :124     |
|      |      | 50圆  | 160mm×123mm | 紫色/棕色   | 券名、面额、纪年、序列号、印章 | 云南财政司布告、花押、印章 | :125     |
|      |      | 100圆 | 160mm×123mm | 红色/蓝灰色 | 券名、面额、纪年、序列号、印章 | 云南财政司布告、花押、印章 | :126     |

### 1913年第二版纸币
民国2年（1913年）8月1日，因纸币市场需求量增加、旧币磨损等原因，富滇银行开始发行第二版纸币。由于携带方便，市民纷纷以硬币兑换纸币，以致于纸币供不应求，用硬币兑换时需要贴水加价。第二版纸币称“云南富滇银行
通用银元”兑换券，仍为1元、5元、10元、50元和100元五种面额，由云南官印局石印。发行总额为600 万元，早期加盖“省城”、“腾越”等地名字戳。传世无地名戳记的十元券，应为后期增印发行:103。该币两面均饰有图框，各面额票面文字基本一直，但布局稍有不同，修饰图案也各不相同。1元券正面中央为大写面额，单位为“元”，面额两侧为北洋时期国旗五色旗，上方为银行名“雲南富滇銀行”，右侧直书“通用銀元”，左侧直书“民國二年”，右下横书“憑票即付”，左下橫書“不挂失票”，图框四角为篆体大写面额，图框下方有“雲南官印局印”字樣；背面中央为地球双狮图案，图案上方为英文行名“THE YUNNAN "FU-TIEN" BANK”，地球下方有序列号，再下方为英文面额，单位为“Dollar”，图案左右合为英文兑现承诺“Promises to Pay the Bearer on Demand at its Office here, Local Currency Value Received.”，图框四角为阿拉伯数字面额。正面5元、10元和100元券国旗位于行名上方，且100元的国旗为五面；50元的“通用銀元”和“民國二年”在面额与国旗之间；10元的“憑票即付”和“不挂失票”在中央面额两侧。背面5元和10元无主题图案，中央为英文兑现承诺；50元为大德寺双塔，100元为滇越铁路的巴底纽勒机车，且100元的兑现承诺在图案上方:128-142。
| 票样 | 票样 | 面额  | 尺寸 （mm） | 主色调      | 票面内容简述                           | 票面内容简述                                                                             | 备注         |
| 正面 | 背面 | 面额  | 尺寸 （mm） | 主色调      | 正面                                   | 背面                                                                                     | 备注         |
| ---- | ---- | ----- | ----------- | ----------- | -------------------------------------- | ---------------------------------------------------------------------------------------- | ------------ |
|      |      | 1圆   | 125mm×83mm  | 黑色        | 行名、面额、国旗、纪年、地名戳记、印章 | 地球双狮、英文行名、英文面额、阿拉伯数字面额、兑现承诺、序列号、印章、花押               | :128         |
|      |      | 5圆   | 154mm×98mm  | 褐色/绿色   | 行名、面额、国旗、纪年、地名戳记、印章 | 英文行名、英文面额、阿拉伯数字面额、兑现承诺、序列号、印章、花押                         | :130-132     |
|      |      | 10圆  | 164mm×112mm | 黑绿色/褐色 | 行名、面额、国旗、纪年、地名戳记、印章 | 英文行名、英文面额、阿拉伯数字面额、兑现承诺、序列号、印章、花押                         | :129,133-137 |
|      |      | 50圆  | 172mm×123mm | 黑绿色/桔色 | 行名、面额、国旗、纪年、地名戳记、印章 | 大德寺双塔、英文行名、英文面额、阿拉伯数字面额、兑现承诺、序列号、印章、花押             | :138-139     |
|      |      | 100圆 | 183mm×131mm | 绿色/褐色   | 行名、面额、国旗、纪年、地名戳记、印章 | 滇越铁路的巴底纽勒机车、英文行名、英文面额、阿拉伯数字面额、兑现承诺、序列号、印章、花押 | :140-142     |

### 1916年第三版纸币
民国五年（1916年），富滇银行发行唐继尧像“拥护共和纪念币”钞票，也是1元、5元、10元、50元、100元五种面值。正面为中文，中央为大写面值，上方为“擁護共和紀念幣”字样、下方为“富滇銀行兌換券”，面額右侧为唐继尧半身戎装像，再右為“通用銀元不挂失票”，与唐像对称的左侧圖案各面額不同，再左为“中華民國五年印”，左下角與右下角各有“雲南”地名，圖框四角為篆體和大寫面額；背面中央图案各面额不同，上方为英文行名“THE YUNNAN "FU-TIEN" BANK”，行名下为兑现承诺“PROMISES TO PAY THE BEARER ON DEMAND AT ITS OFFICE HERE LOCAL CURRENCY”，图案下为紀念說明“IN MEMORY OF THE CHINESE REPUBLICAN REVOLUTION IN YUNNAN IN 1916”，再下方为签名，1元券中央图案左右為英文面額，其他面額中央图案左右及所有面額图框四角为阿拉伯数字面额:103,143-154。
| 票样 | 票样 | 面额  | 尺寸 （mm） | 主色调 | 票面描述                                             | 票面描述                                                       | 备注     |
| 正面 | 背面 | 面额  | 尺寸 （mm） | 主色调 | 正面                                                 | 背面                                                           | 备注     |
| ---- | ---- | ----- | ----------- | ------ | ---------------------------------------------------- | -------------------------------------------------------------- | -------- |
|      |      | 1圆   | 125mm×82mm  | 棕色   | 云贵总督府、唐继尧像、面額、券名、紀年、地名、印章   | 靖国云栖禅寺、行名、兑现承诺、面额、纪念说明、印章、签字、花押 | :143-146 |
|      |      | 5圆   | 140mm×90mm  | 棕色   | 祖遍山大德寺、唐继尧像、面額、券名、紀年、地名、印章 | 中央图案待考、行名、兑现承诺、面额、纪念说明、印章、签字、花押 | :147-149 |
|      |      | 10圆  | 148mm×93mm  | 蓝色   | 五华山开武亭、唐继尧像、面額、券名、紀年、地名、印章 | 五华山风景图、行名、兑现承诺、面额、纪念说明、印章、签字、花押 | :150-152 |
|      |      | 50圆  | 161mm×102mm | 棕色   | 五华山、唐继尧像、面額、券名、紀年、地名、印章       | 中央图案待考、行名、兑现承诺、面额、纪念说明、印章、签字、花押 | :153     |
|      |      | 100圆 | 171mm×112mm | 棕色   | 五华山、唐继尧像、面額、券名、紀年、地名、印章       | 中央图案待考、行名、兑现承诺、面额、纪念说明、印章、签字、花押 | :154     |

### 1917年第四版纸币
民国六年（1917年），北洋政府委托财政部印刷局印制第四版富滇银行纸币，仍为1元、5元、10元、50元和100元五种面额。正面中央为圆通寺八角亭，图上为银行名“富滇銀行”，图下为纪年“中華民國六年”，中央图两侧及图框四角为大写面额，其中1元券四角未带单位，图框下有“財政部印刷局製”，另有印章和序列号。背面中央为面额，面额包括英文、汉字大写、阿拉伯数字、符号等元素中的全部或一部分，布局各面额稍有不同，面额上方为英语行名“THE PROVINCIAL BANK OF YUNNAN”，图框四角为阿拉伯数字面额，5元和50元带有符号，中央面额下方为英文日期“JAN 1ST 1917”（1917年1月1日）和兑现承诺“PROMISES TO PAY THE BEARER AT ITS OFFICE HERE *** DOLLAR(S) LOCAL CURRENCY.”（***处为各面额对应的英文数字），100元券兑现承诺为“PROMISES TO PAY THE BEARER ON DEMAND AT ITS OFFICE HERE. LOCAL CURRENCY VALUE RECEIVED.”,图框下有財政部印刷局的英文名。因云南省政府抵制，该版纸币未能签署发行:103,155-167。
| 票样 | 票样 | 面额  | 尺寸 （mm）  | 主色调 | 票面描述                                             | 票面描述                                       | 信息来源 |
| 正面 | 背面 | 面额  | 尺寸 （mm）  | 主色调 | 正面                                                 | 背面                                           | 信息来源 |
| ---- | ---- | ----- | ------------ | ------ | ---------------------------------------------------- | ---------------------------------------------- | -------- |
|      |      | 1圆   | 122mm×69mm   | 棕绿色 | 圆通寺八角亭、行名、面额、纪年、印局名、印章、序列号 | 面额、英文行名、兑现承诺、日期、印局名、序列号 | :155-157 |
|      |      | 5圆   | 128mm×70mm   | 墨绿色 | 圆通寺八角亭、行名、面额、纪年、印局名、印章、序列号 | 面额、英文行名、兑现承诺、日期、印局名、序列号 | :158-159 |
|      |      | 10圆  | 135mm×76mm   | 蓝色   | 圆通寺八角亭、行名、面额、纪年、印局名、印章、序列号 | 面额、英文行名、兑现承诺、日期、印局名、序列号 | :160-161 |
|      |      | 50圆  | 144.5mm×85mm | 棕色   | 圆通寺八角亭、行名、面额、纪年、印局名、印章、序列号 | 面额、英文行名、兑现承诺、日期、印局名、序列号 | :162-164 |
|      |      | 100圆 | 155mm×93mm   | 橘色   | 圆通寺八角亭、行名、面额、纪年、印局名、印章、序列号 | 面额、英文行名、兑现承诺、日期、印局名、序列号 | :165-167 |

### 1918年第五版纸币
民国七年（1918年）版纸币由上海商务印书馆代印，面额仅5元和10元两种，称“沪印票”，1920年发行流通:104。纸币正面中央为大写面额“伍元”、“拾圆”，面额上为“富滇銀行”行名，10元券行名上还有省名“云南”，面额下为“憑票即付不掛失票”字样，面额左右为景观图，5元左右分别为状元楼和大德寺双塔，10元为金马碧鸡坊和太华山，图框四角为大写面额，10元的为篆体，图框各边均饰有字体大小不一的面额，5元图框左右两边还有“中華民國七年十月”纪年。5元券背面中央為田野风景，中央圖案上為“FOO TIEN BANK”行名，下為“YUNNAN”省名，左右各有漢字“雲南”省名，行名兩側為英文面額“5 DOLLARS”，下方兩角則為面額“5”；10元券背面中央為翠湖风景，上為篆體“富滇銀行”行名，下為“THE YUNNAN "FOO TIEN" BANK”行名及“TEN DOLLARS”英文面額，圖框四角為阿拉伯數字面額“10”，圖框左右邊有大寫面額“拾圓”:168-172。
| 票样 | 票样 | 面额 | 尺寸 （mm） | 主色调          | 票面描述                                                   | 票面描述                                                 | 备注     |
| 正面 | 背面 | 面额 | 尺寸 （mm） | 主色调          | 正面                                                       | 背面                                                     | 备注     |
| ---- | ---- | ---- | ----------- | --------------- | ---------------------------------------------------------- | -------------------------------------------------------- | -------- |
|      |      | 5圆  | 131mm×80mm  | 棕色/绿色       | 状元楼、大德寺双塔、面额、省名、行名、兑现承诺、纪年、印章 | 田野风景、英文行名、中英文省名、面额、序列号、印章、花押 | :168-170 |
|      |      | 10圆 | 153mm×108mm | 蓝色、黄色/红色 | 金马碧鸡坊、太华山、面额、省名、行名、兑现承诺、印章       | 翠湖风景、中英文行名、面额、纪年、序列号、印章、花押     | :171-172 |

### 1920年第一版辅币券
民国九年（1920年），富滇银行发行第一版辅币券，该版辅币为直型，云南官印局印制，面额有1角、2角和5角三种。因纸质不好，不经磨损，不久被新版更替，仅后期增发的2角券较为常见:104。三个面额纸币的设计基本一致，仅面额等处有所不同，正面四角各有一个大写面额，上方两个为篆体，中央也为大写面额，中央面额上为“富滇銀行”行名，下为“憑票即付不掛失票”說明；背面頂部為篆體“富滇銀行”行名，四角為阿拉伯數字面額，中央為風景圖，圖下為英文面額，不同於中文的單位“角”，英文單位為“cent”（分），兩者存在10倍比率差異，如1角為“10 cents”，四角向內有四個大寫面額，圖案右側為“中華民國九年”，左側為“富滇銀行發行”字樣:173-176。
| 票样 | 票样 | 面额 | 尺寸 （mm） | 主色调 | 票面描述                   | 票面描述                                               | 备注     |
| 正面 | 背面 | 面额 | 尺寸 （mm） | 主色调 | 正面                       | 背面                                                   | 备注     |
| ---- | ---- | ---- | ----------- | ------ | -------------------------- | ------------------------------------------------------ | -------- |
|      |      | 1角  | 45mm×92mm   | 绿色   | 面额、行名、兑现承诺、印章 | 山亭、中英文面额、行名、省名、序列号、印章、花押       | :173     |
|      |      | 2角  | 52mm×105mm  | 蓝色   | 面额、行名、兑现承诺、印章 | 状元楼、中英文面额、行名、省名、序列号、印章、花押     | :174-175 |
|      |      | 5角  | 58mm×111mm  | 红色   | 面额、行名、兑现承诺、印章 | 大德寺双塔、中英文面额、行名、省名、序列号、印章、花押 | :175-176 |

### 第二版辅币券与1921年第六版主币券
第二版辅币与同年的第六版主币券为一套，由美国钞票公司印制，也称“美印票”，一圆及以下从民国九年（1920年）开始印制，票面无纪年，五元及以上从民国十年（1921年）开始印制，票面纪年均为民国十年，1922年开始发行流通，辅币面额有1角和2角两种，主币面额有半元、1元、5元、10元、50元和100元六种，因正面印有金马碧鸡立地球图案而被称为“鸡马票”。辅币券因物价上涨，货币贬值而需求量大减，最终退出流通:104。正面图框四角为大写面额，图框下为“美國鈔票公司”字样，金马碧鸡立地球图案1角券在左侧，2角在右侧，半圆及以上在中央，1、2角辅币券图案上方为序列号，另一侧为右上至下为“富滇銀行”行名、大写面额、“憑票即付不掛失票”兑现说明，半圆以上主币券图案上方为行名，下方为兑现说明，两侧为大写面额，序列号在面额上方，图框四角内还各有一个大写面额。背面半圆及以下的中央为序列号，一圆及以上为金马碧鸡坊图案，上为“FU-TIEN BANK”英文行名，下为英文面额，两侧及图框四角为阿拉伯数字面额，图框下为“AMERICAN BANK NOTE COMPANY”字样；半圆及以下的兑现承诺“PROMISES TO PAY THE BEARER ON DEMAND”在序列号与英文面额之间，一圆及以上的在金马碧鸡坊图案和英文行名之间:178-221。
| 票样       | 票样      | 面额  | 尺寸 （mm） | 主色调    | 票面描述                                                 | 票面描述                                                                              | 印制数量:177 | 印制数量:177 | 备注     |
| 正面       | 背面      | 面额  | 尺寸 （mm） | 主色调    | 正面                                                     | 背面                                                                                  | 时间         | 数量（张）   | 备注     |
| ---------- | --------- | ----- | ----------- | --------- | -------------------------------------------------------- | ------------------------------------------------------------------------------------- | ------------ | ------------ | -------- |
|            |           | 1角   | 62mm×38mm   | 黑色      | 金马碧鸡立地球、面额、行名、兑现承诺、序列号、印制单位名 | 英文面额、阿拉伯数字面额、英文行名、英文兑现承诺、序列号、印制单位英文名              | 1920年6月    | 2 000 000    | :178     |
|            |           | 2角   | 68mm×45mm   | 黑色      | 金马碧鸡立地球、面额、行名、兑现承诺、序列号、印制单位名 | 英文面额、阿拉伯数字面额、英文行名、英文兑现承诺、序列号、印制单位英文名              | 1920年6月    | 1 500 000    | :179     |
|            |           | 2角   | 75mm×52mm   | 黑色      | 金马碧鸡立地球、面额、行名、兑现承诺、序列号、印制单位名 | 英文面额、阿拉伯数字面额、英文行名、英文兑现承诺、序列号、印制单位英文名              | 1923年7月    | 2 500 000    | :180-181 |
| 1926年2月  | 5 000 000 | 2角   | 75mm×52mm   | 黑色      | 金马碧鸡立地球、面额、行名、兑现承诺、序列号、印制单位名 | 英文面额、阿拉伯数字面额、英文行名、英文兑现承诺、序列号、印制单位英文名              |              |              | :180-181 |
|            |           | 半圆  | 111mm×63mm  | 绿色      | 金马碧鸡立地球、面额、行名、兑现承诺、序列号、印制单位名 | 英文面额、阿拉伯数字面额、英文行名、英文兑现承诺、序列号、印制单位英文名              | 1920年6月    | 1 000 000    | :182-187 |
| 1921年10月 | 1 000 000 | 半圆  | 111mm×63mm  | 绿色      | 金马碧鸡立地球、面额、行名、兑现承诺、序列号、印制单位名 | 英文面额、阿拉伯数字面额、英文行名、英文兑现承诺、序列号、印制单位英文名              |              |              | :182-187 |
| 1922年11月 | 4 000 000 | 半圆  | 111mm×63mm  | 绿色      | 金马碧鸡立地球、面额、行名、兑现承诺、序列号、印制单位名 | 英文面额、阿拉伯数字面额、英文行名、英文兑现承诺、序列号、印制单位英文名              |              |              | :182-187 |
| 1923年6月  | 2 000 000 | 半圆  | 111mm×63mm  | 绿色      | 金马碧鸡立地球、面额、行名、兑现承诺、序列号、印制单位名 | 英文面额、阿拉伯数字面额、英文行名、英文兑现承诺、序列号、印制单位英文名              |              |              | :182-187 |
| 1923年11月 | 2 000 000 | 半圆  | 111mm×63mm  | 绿色      | 金马碧鸡立地球、面额、行名、兑现承诺、序列号、印制单位名 | 英文面额、阿拉伯数字面额、英文行名、英文兑现承诺、序列号、印制单位英文名              |              |              | :182-187 |
| 1925年7月  | 2 000 000 | 半圆  | 111mm×63mm  | 绿色      | 金马碧鸡立地球、面额、行名、兑现承诺、序列号、印制单位名 | 英文面额、阿拉伯数字面额、英文行名、英文兑现承诺、序列号、印制单位英文名              |              |              | :182-187 |
| 1926年2月  | 6 000 000 | 半圆  | 111mm×63mm  | 绿色      | 金马碧鸡立地球、面额、行名、兑现承诺、序列号、印制单位名 | 英文面额、阿拉伯数字面额、英文行名、英文兑现承诺、序列号、印制单位英文名              |              |              | :182-187 |
| 1927年12月 | 2 000 000 | 半圆  | 111mm×63mm  | 绿色      | 金马碧鸡立地球、面额、行名、兑现承诺、序列号、印制单位名 | 英文面额、阿拉伯数字面额、英文行名、英文兑现承诺、序列号、印制单位英文名              |              |              | :182-187 |
|            |           | 1圆   | 142mm×84mm  | 棕色/绿色 | 金马碧鸡立地球、面额、行名、兑现承诺、序列号、印制单位名 | 金马碧鸡坊、英文面额、阿拉伯数字面额、 英文行名、英文兑现承诺、序列号、印制单位英文名 | 1920年6月    | 1 000 000    | :188-193 |
| 1921年10月 | 500 000   | 1圆   | 142mm×84mm  | 棕色/绿色 | 金马碧鸡立地球、面额、行名、兑现承诺、序列号、印制单位名 | 金马碧鸡坊、英文面额、阿拉伯数字面额、 英文行名、英文兑现承诺、序列号、印制单位英文名 |              |              | :188-193 |
| 1922年11月 | 1 000 000 | 1圆   | 142mm×84mm  | 棕色/绿色 | 金马碧鸡立地球、面额、行名、兑现承诺、序列号、印制单位名 | 金马碧鸡坊、英文面额、阿拉伯数字面额、 英文行名、英文兑现承诺、序列号、印制单位英文名 |              |              | :188-193 |
| 1923年6月  | 1 500 000 | 1圆   | 142mm×84mm  | 棕色/绿色 | 金马碧鸡立地球、面额、行名、兑现承诺、序列号、印制单位名 | 金马碧鸡坊、英文面额、阿拉伯数字面额、 英文行名、英文兑现承诺、序列号、印制单位英文名 |              |              | :188-193 |
| 1923年11月 | 1 000 000 | 1圆   | 142mm×84mm  | 棕色/绿色 | 金马碧鸡立地球、面额、行名、兑现承诺、序列号、印制单位名 | 金马碧鸡坊、英文面额、阿拉伯数字面额、 英文行名、英文兑现承诺、序列号、印制单位英文名 |              |              | :188-193 |
| 1925年7月  | 1 000 000 | 1圆   | 142mm×84mm  | 棕色/绿色 | 金马碧鸡立地球、面额、行名、兑现承诺、序列号、印制单位名 | 金马碧鸡坊、英文面额、阿拉伯数字面额、 英文行名、英文兑现承诺、序列号、印制单位英文名 |              |              | :188-193 |
| 1926年2月  | 1 000 000 | 1圆   | 142mm×84mm  | 棕色/绿色 | 金马碧鸡立地球、面额、行名、兑现承诺、序列号、印制单位名 | 金马碧鸡坊、英文面额、阿拉伯数字面额、 英文行名、英文兑现承诺、序列号、印制单位英文名 |              |              | :188-193 |
| 1927年12月 | 1 000 000 | 1圆   | 142mm×84mm  | 棕色/绿色 | 金马碧鸡立地球、面额、行名、兑现承诺、序列号、印制单位名 | 金马碧鸡坊、英文面额、阿拉伯数字面额、 英文行名、英文兑现承诺、序列号、印制单位英文名 |              |              | :188-193 |
|            |           | 5圆   | 149mm×86mm  | 紫色/红色 | 金马碧鸡立地球、面额、行名、兑现承诺、序列号、印制单位名 | 金马碧鸡坊、英文面额、阿拉伯数字面额、 英文行名、英文兑现承诺、序列号、印制单位英文名 | 1921年12月   | 440 000      | :194-202 |
| 1923年6月  | 200 000   | 5圆   | 149mm×86mm  | 紫色/红色 | 金马碧鸡立地球、面额、行名、兑现承诺、序列号、印制单位名 | 金马碧鸡坊、英文面额、阿拉伯数字面额、 英文行名、英文兑现承诺、序列号、印制单位英文名 |              |              | :194-202 |
| 1925年7月  | 300 000   | 5圆   | 149mm×86mm  | 紫色/红色 | 金马碧鸡立地球、面额、行名、兑现承诺、序列号、印制单位名 | 金马碧鸡坊、英文面额、阿拉伯数字面额、 英文行名、英文兑现承诺、序列号、印制单位英文名 |              |              | :194-202 |
| 1927年12月 | 400 000   | 5圆   | 149mm×86mm  | 紫色/红色 | 金马碧鸡立地球、面额、行名、兑现承诺、序列号、印制单位名 | 金马碧鸡坊、英文面额、阿拉伯数字面额、 英文行名、英文兑现承诺、序列号、印制单位英文名 |              |              | :194-202 |
|            |           | 10圆  | 149mm×86mm  | 橘色/绿色 | 金马碧鸡立地球、面额、行名、兑现承诺、序列号、印制单位名 | 金马碧鸡坊、英文面额、阿拉伯数字面额、 英文行名、英文兑现承诺、序列号、印制单位英文名 | 1921年12月   | 210 000      | :203-211 |
| 1923年6月  | 100 000   | 10圆  | 149mm×86mm  | 橘色/绿色 | 金马碧鸡立地球、面额、行名、兑现承诺、序列号、印制单位名 | 金马碧鸡坊、英文面额、阿拉伯数字面额、 英文行名、英文兑现承诺、序列号、印制单位英文名 |              |              | :203-211 |
| 1925年7月  | 150 000   | 10圆  | 149mm×86mm  | 橘色/绿色 | 金马碧鸡立地球、面额、行名、兑现承诺、序列号、印制单位名 | 金马碧鸡坊、英文面额、阿拉伯数字面额、 英文行名、英文兑现承诺、序列号、印制单位英文名 |              |              | :203-211 |
| 1927年12月 | 200 000   | 10圆  | 149mm×86mm  | 橘色/绿色 | 金马碧鸡立地球、面额、行名、兑现承诺、序列号、印制单位名 | 金马碧鸡坊、英文面额、阿拉伯数字面额、 英文行名、英文兑现承诺、序列号、印制单位英文名 |              |              | :203-211 |
| 1928年8月  | 400 000   | 10圆  | 149mm×86mm  | 橘色/绿色 | 金马碧鸡立地球、面额、行名、兑现承诺、序列号、印制单位名 | 金马碧鸡坊、英文面额、阿拉伯数字面额、 英文行名、英文兑现承诺、序列号、印制单位英文名 |              |              | :203-211 |
|            |           | 50圆  | 166mm×94mm  | 蓝色/棕色 | 金马碧鸡立地球、面额、行名、兑现承诺、序列号、印制单位名 | 金马碧鸡坊、英文面额、阿拉伯数字面额、 英文行名、英文兑现承诺、序列号、印制单位英文名 | 1921年12月   | 22 000       | :212-217 |
| 1923年6月  | 10 000    | 50圆  | 166mm×94mm  | 蓝色/棕色 | 金马碧鸡立地球、面额、行名、兑现承诺、序列号、印制单位名 | 金马碧鸡坊、英文面额、阿拉伯数字面额、 英文行名、英文兑现承诺、序列号、印制单位英文名 |              |              | :212-217 |
| 1925年3月  | 60 000    | 50圆  | 166mm×94mm  | 蓝色/棕色 | 金马碧鸡立地球、面额、行名、兑现承诺、序列号、印制单位名 | 金马碧鸡坊、英文面额、阿拉伯数字面额、 英文行名、英文兑现承诺、序列号、印制单位英文名 |              |              | :212-217 |
| 1928年8月  | 60 000    | 50圆  | 166mm×94mm  | 蓝色/棕色 | 金马碧鸡立地球、面额、行名、兑现承诺、序列号、印制单位名 | 金马碧鸡坊、英文面额、阿拉伯数字面额、 英文行名、英文兑现承诺、序列号、印制单位英文名 |              |              | :212-217 |
|            |           | 100圆 | 169mm×95mm  | 红色/绿色 | 金马碧鸡立地球、面额、行名、兑现承诺、序列号、印制单位名 | 金马碧鸡坊、英文面额、阿拉伯数字面额、 英文行名、英文兑现承诺、序列号、印制单位英文名 | 1921年12月   | 21 000       | :218-221 |
| 1923年6月  | 20 000    | 100圆 | 169mm×95mm  | 红色/绿色 | 金马碧鸡立地球、面额、行名、兑现承诺、序列号、印制单位名 | 金马碧鸡坊、英文面额、阿拉伯数字面额、 英文行名、英文兑现承诺、序列号、印制单位英文名 |              |              | :218-221 |
| 1925年3月  | 30 000    | 100圆 | 169mm×95mm  | 红色/绿色 | 金马碧鸡立地球、面额、行名、兑现承诺、序列号、印制单位名 | 金马碧鸡坊、英文面额、阿拉伯数字面额、 英文行名、英文兑现承诺、序列号、印制单位英文名 |              |              | :218-221 |
| 1928年8月  | 30 000    | 100圆 | 169mm×95mm  | 红色/绿色 | 金马碧鸡立地球、面额、行名、兑现承诺、序列号、印制单位名 | 金马碧鸡坊、英文面额、阿拉伯数字面额、 英文行名、英文兑现承诺、序列号、印制单位英文名 |              |              | :218-221 |

### 1927年第七版纸币
1925年7月1日，中华民国国民政府在广东省会广州成立，次年发起旨在推翻北洋政府的北伐战争。1927年5月，雲南易幟，宣布支持国民政府，更换国旗为青天白日满地红旗:14。1927年7月，富滇银行发行第七版纸币，由云南官印局印制，面额有十元、五十元、一百元三种，票面纪年为“民十六年”。各版为沿用民国二年纸币翻版印制，票面设计与1913年第二版纸币大致相同，5元和10元券的两面五色旗改为一面中国国民党党旗和一面青天白日满地红旗，100元的五面五色旗改为三面中国国民党党旗和两面青天白日满地红旗。后期由于不断添印滥发，纸质和印刷质量越来越低，票面色彩很淡，被市民称为“白票”:105,222-227。
| 票样 | 票样 | 面额  | 尺寸 （mm） | 主色调    | 票面描述                     | 票面描述                                                                       | 备注     |
| 正面 | 背面 | 面额  | 尺寸 （mm） | 主色调    | 正面                         | 背面                                                                           | 备注     |
| ---- | ---- | ----- | ----------- | --------- | ---------------------------- | ------------------------------------------------------------------------------ | -------- |
|      |      | 10圆  | 157mm×90mm  | 蓝色/棕色 | 行名、面额、国旗、纪年、印章 | 英文行名、英文面额、阿拉伯数字面额、兑现承诺、序列号、印章、花押               | :223-224 |
|      |      | 50圆  | 170mm×124mm | 棕色/红色 | 行名、面额、国旗、纪年、印章 | 大德寺双塔、英文行名、英文面额、阿拉伯数字面额、兑现承诺、序列号、印章、花押   | :225-226 |
|      |      | 100圆 | 188mm×134mm | 蓝色/棕色 | 行名、面额、国旗、纪年、印章 | 巴底纽勒机车、英文行名、英文面额、阿拉伯数字面额、兑现承诺、序列号、印章、花押 | :227     |

### 1929年第八版纸币
1929年，富滇银行发行一元、五元两种纸币，仍为云南官印局印制，也因添印滥发而质量低劣:105,228-229。
| 票样 | 票样 | 面额 | 尺寸 （mm） | 主色调    | 票面描述                           | 票面描述                                               | 备注 |
| 正面 | 背面 | 面额 | 尺寸 （mm） | 主色调    | 正面                               | 背面                                                   | 备注 |
| ---- | ---- | ---- | ----------- | --------- | ---------------------------------- | ------------------------------------------------------ | ---- |
|      |      | 1圆  | 139mm×84mm  | 棕色/红色 | 行名、面额、兑现承诺、纪年、序列号 | 英文行名、英文面额、阿拉伯数字面额、序列号、印章、花押 | :228 |
|      |      | 5圆  | 143mm×91mm  | 蓝色/红色 | 行名、面额、兑现承诺、纪年、序列号 | 英文行名、英文面额、阿拉伯数字面额、序列号、印章、花押 | :229 |

## 备注
1. ↑  中文面额以“角”标出，而英文面额以“cent”（分）标出，两者数额存在10比率，如1角券英文面额为“10 cents”